# シルバーサーファー
シルバーサーファー (Silver Surfer) は、アメリカ合衆国のマーベル・コミックが刊行しているアメコミに登場する架空のスーパーヒーロー。マーベル・ユニバース屈指の高潔と評されているヒーローで、同社の代表的なコズミック系タイトルのひとつ。
初出は『ファンタスティック・フォー』誌48号（1966年）。ただし来歴の詳細について語られたのは、単独タイトルとなった『シルバーサーファー』誌1号（1968年）。

## 概要
本名は、ノリン・ラッド (Norrin Radd)。身長、6フィート4インチ (193cm)、体重は不明。
家族構成は、両親と弟と婚約者。
- ジャートラン・ラッド（Jartran Radd、父（故人））
- エルマー・ラッド（Elmar Radd、母（故人））
- フェナン・ラッド（Fennan Radd、異母弟）
- シャラ・バル（Shalla Bal、婚約者）

高度に発達した科学文明を持ったデネブ星系の惑星ゼン・ラで生まれたノリンは、優秀な天文学者であった。ゼン・ラは文明が高度すぎるが故に暴力を忘れ、その平和を享受していたが、ノリンはその刺激のない世界に退屈し、内心では心を震わすような冒険を求めていた。
そんなとき、宇宙を彷徨い星を食らう破壊神ギャラクタスがゼン・ラに目をつけた。ゼン・ラの科学力を結集してギャラクタス撃退を試みたが、ギャラクタスの圧倒的な力に傷一つつけられない。その絶望的な状況の中、ノリンは手製のロケットで単身ギャラクタスの母船に乗り込み、母星を見逃してくれるよう懇願した。
ギャラクタスはその代償としてノリンにある条件を突きつけた。それは、ノリン自身がギャラクタスの食料となる星を見つけるための下僕になることであった。その条件を受け入れたノリンは、ギャラクタスのコズミックパワーを与えられ全身銀色に輝くヘラルド（使者、先触れ）、シルバーサーファーとなった。そして、シルバーサーファーとして宇宙を飛び回り、幾つもの星を見つけギャラクタスに捧げ続け、シルバーサーファーの来訪そのものが宇宙的災害である「惑星を貪り食らうもの（コズミック・ディバウラー）ギャラクタスの来訪を予告する者」とまで言われるようになっていた。
そしてシルバーサーファーは地球に到達した。ファンタスティック・フォー（以降FFと表記）をはじめとする多くのヒーロー達と地球の人々は激しく抵抗したが、星の捕食者たるギャラクタスにはやはり全く歯が立たない。そんな中、抵抗する人々の姿にかつての自分を重ね、盲目の女性彫刻家アリシア・マスターズの説得に心動かされたシルバーサーファーは、地球を見逃すことを願い出るが却下されてしまう。
そしてシルバーサーファーは、それを切っ掛けに主たるギャラクタスに反旗を翻した。大地を砕く破壊光線コズミックブラストでさえも、その力を与えた張本人であるギャラクタスには全く通じない。しかし、宇宙の監視者たる超種族ウォッチャーのひとりウアトゥの協力を得て、FFのヒューマントーチはギャラクタスの母船から超兵器「アルティメット・ヌリフィアー (The Ultimate Nullifier)」を盗み出すことに成功する。それを突きつけられたギャラクタスは、しぶしぶ超兵器の返還を条件に地球から手を引くことを了承させた。
だが、シルバーサーファーの反逆をギャラクタスは許さなかった。地球の大気圏外にシルバーサーファーを閉じ込める特殊な封鎖バリアーを張り、地球を去ったのである。星間宇宙の旅人として生まれたシルバーサーファーは、辺境の一惑星・地球に閉じ込められることとなった。失意のシルバーサーファーは、やがてその力を愛する地球の人々のために役立てようと決意する。
地球でのヒーロー活動を始めて暫く経った後、FFのMr.ファンタスティックは、あることを思いつく。それは、「シルバーサーファーがボードを持たずに惑星を離れることを、ギャラクタスが想定していないのでは？」ということであった。そして、「シルバーサーファーを地球に縛り付ける効果は、彼のボードに起因するのではないか？」との仮説に至り、それを実証するため、FFの協力の下で地球上にボードを残したまま宇宙船を使っての地球からのシルバーサーファーの離脱を試みた。その結果、宇宙船は無事に封鎖バリアーを突破。ボードも一旦エネルギーに変換後に宇宙にいる自らの手元で再構成し手元に取り寄せることに成功し、シルバーサーファーは地球圏の虜囚から脱出を果たした。
その後ギャラクタスと再会したシルバーサーファーは、彼の当時のお気に入りのヘラルドであったノヴァ (Nova) をスクラル人から救出したことで和解し、その報酬として封鎖バリアー自体が取り除かれることになった。

## 能力
彼の能力は全て、ギャラクタスに与えられたパワー・コズミックに由来する。
パワー・コズミックは、宇宙に満ちるありとあらゆる物質を分子レベルまで分解し、エネルギー化することができる。
眼球から口腔内におよぶ全身がメタリックシルバーの流動物質で覆われており、宇宙空間の真空、恒星近傍の超高温や星間宇宙の極低温、さらにはハイパースペースでも問題なく活動することができる。また、この皮膚から直接的に宇宙エネルギーを吸収して生命維持を行うため、食事や呼吸を必要としない。ただし、精神を休ませるために睡眠は必要とする。
体表と同じ素材で作られたボードに乗り、宇宙空間なら光速の99%、地球型惑星の大気圏内ならマッハ10のスピードで飛翔する。このボードはサーファーの精神とリンクしており、彼が乗らなくても自在に動き、たとえ破壊されても容易に再生する。
100tを持ち上げる怪力は、マイティ・ソーやハルクと双璧を成す。
両手から強力な光線コズミックブラストを放つ。この光線は小惑星を打ち砕くほど強力だが、分子サイズにまで細く絞り込むこともできる。花の色素分子を操って色を変えたこともある。
また、パワー・コズミックを分け与えて他者の傷を癒すことも可能。ただし、死者を蘇らせることは不可能である。
苦手とする相手は、強力な魔法の使い手やシルバーサーファーと同様なパワー・コズミックの持ち主（ギャラクタスや他のヘラルド達）である。
映画版ではその特殊能力はギャラクタスから与えられた銀のボードによって得られたものとされている。そのため、FFの手でボードから切り離された際の身体能力は地球の人間とさほど大差無く、あっさりと拘束されている。

## 交友関係
ディフェンダーズ (Defenders)
Dr.ストレンジを中心に、超自然的な大災害から次元を守るために結成したヒーローチーム。結成メンバーとして参加している。結成時の他のメンバーは、ハルクとネイモア。
ファンタスティック・フォー (Fantastic Four)
マーベル最古のヒーローチーム。シルバーサーファーが地球で接触した最初のヒーローであり、彼らとの交友があったからこそ、ギャラクタスの元から離れることを決意した。
アベンジャーズ (Avengers)
キャプテン・アメリカを中心とした、最も尊敬を集めるヒーローチーム。シルバーサーファーとも、度々共闘している。
ソー (Thor)
シルバーサーファーは高潔故にムジョルニアを持ち上げることが出来、借り受けた事がある。
インフィニティ・ウォッチ (Infinity Watch)
一大クロスオーバー「インフィニティ・ガントレット」事件でもたらされた六つのインフィニティ・ジェムを守護する者たち。
- アダム・ウォーロック (Adam Warlock)
- ドラックス・ザ・デストロイヤー (Drax the Destroyer)
- ガモラ (Gamora)
- ピップ・ザ・トロル (Pip the Troll)
- ムーンドラゴン (Moon Dragon)

ベータ・レイ・ビル (Beta Ray Bill)
クエーサー (Quasar)
マンティス (Mantis)
ジャック・オブ・ハート (Jack of Hearts)
コズミック・ビーイング (Cosmic being)
- エタニティ (Etarnity)
- リビング・トリビューナル (Living Tribunal)
- イン＝ビトウィナー (In-betweener)

グリーンランタン (Green Lantern)
DCコミックスのコズミック系タイトル。クロスオーバータイトル『グリーンランタン／シルバーサーファー：アンホーリー・アライアンス』 (Green Lantern / Silver Surfer : Unholy Alliances) で競演したことがある。
スーパーマン (Superman)
DCコミックスを代表するスーパーヒーロー。クロスオーバータイトル『シルバーサーファー／スーパーマン』 (Silver Surfer/Superman) で競演したことがある。
その他スパイダーマンなど地球のスーパーヒーロー多数。

### ヴィラン（悪役）
ギャラクタス (Galactus)
ビッグバン以前の宇宙の生き残り。惑星を崩壊させ、そのときに解放されるエネルギーを食べる。自前のコズミックパワーでも惑星崩壊が可能だが、専用の機械を使って崩壊させることを好む。また、高度に発達した文明を持つ生命が存在する惑星はエネルギーに満ち溢れ、美味らしい。「コズミック・ディバウラー」「プラネット・イーター」等の異名を持つ。
メフィスト (Mephisto)
地獄の支配者。無垢な魂を収集しているため、シルバーサーファーの高貴な魂に執着し様々な陰謀を仕掛ける。
サノス (Thanos)
狂気の半神。死の化身であるコズミック・ビーイング、レディ・デスに執着し、彼女の歓心を買うためだけに全宇宙の生命の半分を抹消したことがある（『インフィニティ・ガントレット』事件）。
エゴ(Ego)
宇宙神によって作られた自我のある惑星。シルバーサーファー：ブラックでは過去に戻ったシルバーサーファーと共闘しヌルと戦った
サイコマン (Psycho-Man)
異次元の微小世界マイクロバースの支配者のひとり。相手の感情を自在にコントロールするマシンを武器にする。
スーパー・スクラル (Super-Skrull)
宇宙列強種族のひとつスクラル帝国の超人。スクラル人は変身能力を持った種族であり、彼は一人でファンタスティック・フォー4人の能力を併せ持っている。
ロナン・ザ・アキューザー（告発者ロナン、Ronan the Accuser）
宇宙列強種族のひとつクリー帝国の法を執行するアキューザーの筆頭。アキューザーは厳格なクリー法典にのみ従い、それに違反する者に対して処刑、追放、洗脳などを執行することを許されている。身体能力を強化するサイバネティックス装甲スーツと思考によって宇宙エネルギーを制御するハンマー型の武器、コズミ－ロッドを用いる。クリー－スクラル戦争後に弱体化したクリー帝国へかつての栄光を取り戻すためとして、暴走しはじめている。
ドクター・ドゥーム (Doctor Doom)
本名、ビクター・フォン・ドゥーム (Victor von Doom)。東欧の小国ラトベリアの君主。ファンタスティック・フォーの仇敵。鉄仮面の天才科学者。サーファーのコズミックパワーを狙う。
エターナルズ・オブ・ユニバース(Eternals of Universe)
ある特定の事柄に執着することで超越的な能力を維持している高次存在。その事柄に興味を失うと死んでしまう。
- グランドマスター(Grand Master)
- オーバーロード (Overlord)
- コレクター (Collector)
- チャンピオン (Champion)
- ランナー (Runner)
- ポセッサー (Possesser)
- ガーデナー (Gardener)
- コンテンプレイター (Contenplater)
- オブリテレイター (Obritelater)

キャプテン・レプティル (Captain Reptile)
爬虫類型宇宙人の宇宙海賊。

### ヘラルド
「ヘラルド」 (Herald) とは、ギャラクタスの斥候あるいは水先案内人となって、彼が食べるための惑星を探索する存在のことである。ヘラルドの来訪はギャラクタスの来襲を意味し、惑星の死刑執行宣言とも取られるため、非常に恐れられている。またそれぞれのヘラルドはギャラクタスからパワー・コズミックを与えられ、超人的な能力を身に付けている。
シルバーサーファー
エアーウォーカー (Airwalker)
本名、ガブリエル・ラン (Gabriel Lan)。宇宙国家ザンダーのアンドロイドで、背中に火炎を背負っており、空中歩行の能力を持つ。
ファイアーロード (Fireload)
本名、ピレウス・キリル (Pyreus Kril)。両端に燃え盛る火炎を備えたロッドを持ち、超高熱の火炎を武器とする。友人のエアーウォーカーと同じくザンダー出身の宇宙航海士で、異星人オボイドとの戦いで戦死した後にギャラクタスによって復活させられる。
デストロイヤー (Destroyer)
ファイアーロードをギャラクタスのくびきから解き放とうとしたソーが、父であるオーディンの作ったロボット、デストロイヤーとの交換をギャラクタスに応じさせた。
テラックス (Terrax)
テラックス・ザ・テイマー (Terrax the Tamer)。デストロイヤーがロキに盗まれたため、惑星バージの支配者であったテラックスが五代目にされる。大地や岩石を操る能力を持ち、武器はコズミック・アックス。
ノヴァ (Nova)
本名は、フランキー・レイ (Frankie Raye)。元は地球人女性。黄金の体と炎の髪を持つ。ファンタスティック・フォーのヒューマントーチ、後にはシルバーサーファーの恋人にもなったが、モーグによって殺害された。
モーグ (Morg)
ギャラクタスが喰った惑星の主席死刑執行人。恐れを知らず、血に飢え、道徳観念は無いに等しいが、ギャラクタスへの忠誠心は非常に厚い。武器はコズミック・バトルアックス。ノヴァの死に怒ったシルバーサーファーと彼に協力する他のヘラルドたちによって抹殺された。
レッドシフト (Red Shift)
ミニシリーズ『Galactus: The Devourer』で初登場したヘラルド。コズミックパワーを宿した二本の長剣を持つ。
フォールン・ワン (Fallen One)
タイトル『Thanos』やミニシリーズ『Annhilation』に登場するヘラルド。コズミックパワーのうち特に暗黒のエネルギーを操ることに特化しており、ギャラクタスに反旗を翻したため宇宙の果ての監獄キランムーンに監禁されていた。現在はサノスのヘラルドになっている。
ドミナス (Dominas)
ドミナス・ザ・ウェイブマスター (Dominas the Wavemaster)。ミニシリーズ『Last Planet Standing』に登場するヘラルド。緑色をしたアーマー状の皮膚を持つ。
スターダスト (Stardust)
本名、ラムダ・ゼロ (Lambda-Zero)。ミニシリーズ『Stormbreaker』や『Annhilation』に登場する、六つの眼、長大な尾と大きな背びれを持った、深海魚か熱帯魚を思わせるヘラルド。コズミックパワーを宿したポールアックスを持つ。
ゴールデン・オルディー (Golden Oldie)
『Marvel Team-Up』誌137号において、メイ・パーカー（スパイダーマンの項を参照のこと）がヘラルドとなったもの。

## アニメ
1998年にアメリカで1シーズン全13話のシリーズが放映。第1話ではノリンがゼン・ラを救うためにギャラクタスの下僕となるオリジンが描かれており、ギャラクタスはCGによる3Dポリゴンで描写されている。第2シーズンの予定もあったが、放送されなかった。
その他、ファンタスティック・フォーのアニメに多くゲスト出演している。

## ゲーム
面毎に縦スクロールと横スクロールが切り替わるシューティングゲーム。NES（欧米版ファミコン）では販売されたが日本では未発売。音楽を担当したティム・フォリンによるファミコン音源の限界を駆使した音楽が有名。

## 映画版

### 20世紀フォックス版
演 - ダグ・ジョーンズ/声 - ローレンス・フィッシュバーン、日本語吹替 - 右門青寿
2007年公開の『ファンタスティック・フォー:銀河の危機』に登場。基本的な設定は原作と同じで、母星を救うためギャラクタスに追従している。ギャラクタスが星を食らうための下準備を行う役割も担っており、地球には様々な混乱を引き起こした（その際、偶然に接触したFFの能力が混乱したり、サーファーを利用しようと近づいたDr.ドゥームの体を治癒させたりしている）。その後、彼の存在を危険視して手を結んだFFとドゥームの手により、ボードから下りた隙を突かれて軍に拘束された。しかし、面会に訪れたスーザン・ストームに母星の恋人を重ね合わせ、自らの事情とギャラクタスに関する真実を語った事でFFと和解、ボードを奪って暴走するドゥームを捕らえるために協力する事になる。ボードを取り返した後、ドゥームとの戦いで重傷を負ったスーザンを治療すると地球に迫ったギャラクタスに特攻し、全身から放出したパワー・コズミックによりギャラクタスを粉砕した。
映画の最後ではボードとともに宇宙を漂う彼の姿が描かれており、生死不詳という扱いがされた。

### MCU版
演 - ジュリア・ガーナー、日本語吹替 - 上田麗奈
2025年公開のマーベル・シネマティック・ユニバース（MCU）のリブート版である『ファンタスティック4:ファースト・ステップ』ではシャラ・バルがシルバーサーファーとして登場する。地球に来訪するまでの経緯は原作のノリン・ラッドと同様。ギャラクタスの襲来を予告したのち、ギャラクタスの母船にて交渉を試みるファンタスティック・フォーと交戦し、逃走する四人を追跡してギャラクタスの主目的であるフランクリン・リチャーズを奪取しようと試みるが失敗する。その後再び地球に襲来し、地球ごとギャラクタスから逃げるためにリードらが設置した装置を次々と破壊するが、ゼン・ラ語を解読したジョニーによって、故郷を救うために子を残してギャラクタスに服従した過去を暴かれ、罪悪感から姿を消す。物語の最終盤において、外宇宙へ転送されることに抵抗するギャラクタスにジョニーの身代わりとなる形で特攻し、ギャラクタスもろとも宇宙の彼方に消えた。

## 関連事項
- アマルガム・コミックス

マーベル・コミックとDCコミックスのクロスオーバーであるアマルガム・コミックスにおいてシルバーサーファーは、DCコミックスのキャラクター「ブラックレーサー(en:Black Racer (DC Comics))」と合体、シルバーレーサー (en:Silver Racer) として登場した。
- 映画「クリムゾン・タイド」

主役のデンゼル・ワシントンのセリフにシルバーサーファーが登場する（38分頃）。
ジャック・カービーとメビウスのどちらが描いたシルバーサーファーが良いのかで部下が揉め、それに対して「読者の誰もがカービーの描くシルバーサーファーが唯一の本物であることを知っている」といった趣旨の説教をするシーンがある。